# کور (زاگرس)

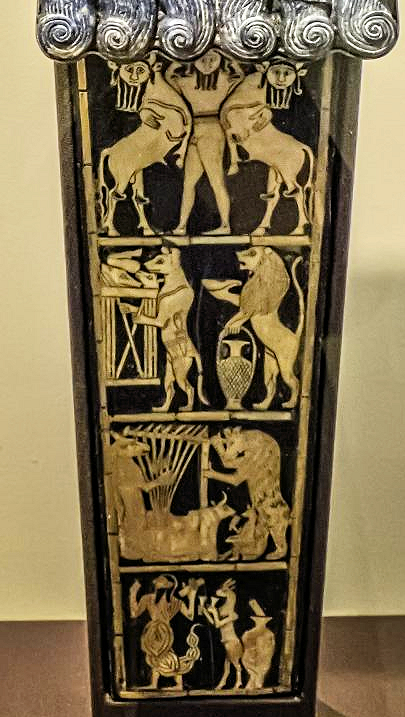
نمایی از ارواح حیوانی و موجودات دورگه زاگرس، ۲۵۵۰ قبل از میلاد.

در زمان سومریان کور کوه یا رشته کوه بوده و معمولاً به رشته کوه زاگرس واقع در شرق سرزمین سومر (غرب ایران کنونی) گفته می‌شد. ممکن است تشابه اسمی کردها (قومی واقع در غرب ایران، شرق عراق و جنوب ترکیه همچنین سوریه) از این واژه گرفته شده باشد. 